# 堀孝彦
堀 孝彦（ほり たかひこ、1931年 - 2020年9月25日）は、日本の倫理学者、英学者。名古屋学院大学名誉教授。

## 略歴
台北市に台北帝国大学教授堀豊彦の子として生まれる。オランダ通詞・堀達之助の玄孫。
1954年東京大学文学部倫理学科卒業。1961年同大学院人文科学研究科博士課程単位取得満期退学。
福島大学学芸学部講師、教育学部助教授、教授、1987年名古屋学院大学教授（倫理学、社会思想史）。2003年定年退任、名誉教授。墓所は多磨霊園。

## 著書
- 『近代の社会倫理思想』（青木書店） 1983
- 『英学と堀達之助』（雄松堂出版） 2001
- 『日本における近代倫理の屈折』（未來社、名古屋学院大学総合研究所研究叢書） 2002
- 『私注「戦後」倫理ノート 1958 - 2003』（港の人） 2006
- 『開国と英和辞書 評伝・堀達之助』（港の人） 2011
- 『近代倫理学生誕への道　民主主義の倫理と日本』（未知谷） 2014

### 共編著
- 『「内村鑑三」と出会って』（梶原寿共編、勁草書房） 1996
- 『『英和対訳袖珍辞書』の遍歴 目で見る現存初版15本』（遠藤智夫共著、辞游社） 1999
- 『大西祝「良心起原論」を読む 忘れられた倫理学者の復権』（編著、学術出版会） 2009
- 『解読『英和対訳袖珍辞書』原稿 初版および再版』（三好彰共編著、港の人） 2010

## 翻訳
- 『現代の倫理理論』（J・V・マクグリン, J・J・トゥナー、藤巻和夫共訳、勁草書房） 1964
- 『プロテスタンティズムと近代世界 1』（エルンスト・トレルチ、ヨルダン社、トレルチ著作集8） 1984

## 参考
- [ISBN　978-4-624-01159-8]
- 堀孝彦教授 略年譜・主要業績目録 (堀孝彦教授退職記念号) 名古屋学院大学論集 社会科学篇 2003